# Boethus pusillus
Boethus pusillus là một loài tò vò trong họ Ichneumonidae.